# Миноносцы типа «Хаябуса»
Миноносцы типа «Хаябуса» (яп. 隼型水雷艇 Хаябусагата суйрайтэй) — тип миноносцев Императорского флота Японии.

## Строительство
Заказаны по судостроительной программе 1896. Базировались на проекте французского миноносца «Мистраль», который относился ко второй серии миноносцев типа «Циклон» (на основе «Циклона» строились также миноносцы для русского и болгарского флотов). Первые 4 единицы построены во Франции на верфи компании «Норман» в Гавре в 1899—1900 годах. Ещё 11 единиц построили по лицензии в Японии на верфях в Куре и Кобе в 1902—1904 годах.
От более ранних миноносцев 1-го класса британской («Котака») и немецкой («Сиратака») постройки принципиально отличались намного более мощным артиллерийским и торпедным вооружением, лучшей мореходностью.
Появились 18-дюймовые (457-мм) торпедные аппараты. Этот калибр стал стандартным в Японии. Два аппарата размещались побортно в средней части и один на корме. Увеличилась огневая мощь артиллерии. Две 3-фунтовые пушки Готчкисса стояли побортно за рубкой, а 57-мм пушка на корме.
Интересным было типично французское размещение руля — впереди винтов.
Ещё одним отличием «мистралей» от ранее построенных миноносцев явилось повышение мощности энергетической установки. Две вертикальных четырёхцилиндровых паровых машины тройного расширения имели номинальную мощность в 2100 л. с. каждая.
Главный паропровод позволял подавать пар от любого котла к любой машине. Имелась паровая динамо-машина.

## История службы
К началу русско-японской войны 4 корабля французской постройки входили в 14-й отряд миноносцев (флаг капитан-лейтенанта Сакураи на «Тидори»), а 4 собственной постройки («Аотака», «Хато», «Кари» и «Цубамэ») в 9-й отряд (флаг капитана 2-го ранга Ядзима на «Аотака»). 
9-й и 14-й отряды 9 февраля 1904 года находились у Чемульпо в составе соединения контр-адмирала Уриу и приняли участие в бою с «Варягом», по-видимому, не получив никаких повреждений (данные русской стороны о потоплении одного миноносца не подтверждаются информацией из японских архивов). 
Весной 1904 года 9-й и 14-отряды действовали под Порт-Артуром, сопровождали брандеры 23 февраля и 26 марта в ходе попыток заблокировать вход на рейд Порт-Артура. В ходе второй операции артиллерийским огнём «Цубамэ» и «Аотака» был повреждён русский эсминец «Сильный».
Вошедшие в строй весной-летом 1904 года ещё 7 кораблей были включены в состав 15-го отряда миноносцев («Хибари» (флаг капитана 2-го ранга Кондо), «Хаситака», «Удзура», «Саги») и 19-го («Отори» (флаг капитана 2-го Мацуока), «Кидзи» (в ремонте с 31.3.1904 по 9.5.1905) и «Камомэ»). 
31 марта «Кидзи» был тяжело повреждён в ходе посадки на мель, находился на ремонте до мая 1905 года. 
Наибольшим достижением кораблей этого типа стала атака на «Севастополь». В ночь на 15 декабря 1904 года миноносцы 9-го отряда выпустили торпеды по пытавшемуся прорваться русскому броненосцу, добившись трёх взрывов в противоторпедных сетях, нанёсших ему серьёзные повреждения и вынудивших отказаться от прорыва и затопиться на внешнем рейде пятью днями позже. Все 4 корабля получили в той или иной степени повреждения от ответного огня.
4 отряда миноносцев этого типа приняли участие в Цусимском сражении, не добившись в нём особых успехов, кроме того, при столкновении с миноносцем №43 был повреждён «Саги». 
Все 15 кораблей были исключены из состава флота в 1919-1923 годах в связи с полным моральным устареванием и износом, и позже разобраны на металл.

## Представители серии
| Название                                | Место постройки              | Заложен  | Спущен на воду | Вступил в строй      | Судьба                                                          |
| --------------------------------------- | ---------------------------- | -------- | -------------- | -------------------- | --------------------------------------------------------------- |
| Хаябуса (яп. 隼 «Сокол-сапсан»)         | Верфь Нормана, Гавр, Франция | 1899 год | 1899 год       | 19 апреля 1900 года  | Исключён из списков 1 апреля 1919 года. Разобран в 1922 году.   |
| Касасаги (яп. 鵲 «Сорока»)              | Верфь Нормана, Гавр, Франция | 1899 год | 1900 год       | 30 ноября 1900 года  | Исключён из списков 1 апреля 1919 года. Разобран в 1925 году.   |
| Манадзуру (яп. 真鶴 «Даурский журавль») | Верфь Нормана, Гавр, Франция | 1899 год | 1900 год       | 7 ноября 1900 года   | Исключён из списков 1 апреля 1919 года. Разобран в 1925 году.   |
| Тидори (яп. 千鳥 «Кулик»)               | Верфь Нормана, Гавр, Франция | 1899 год | 1901 год       | 9 апреля 1901 года   | Исключён из списков 1 апреля 1919 года. Разобран в 1923 году.   |
| Кари (яп. 雁 «Дикий гусь»)              | Морской арсенал, Куре        | 1903 год | 1903 год       | 25 июля 1903 года    | Исключён из списков 1 апреля 1922 года. Разобран в 1930 году.   |
| Аотака (яп. 蒼鷹)                       | Морской арсенал, Куре        | 1902 год | 1903 год       | 1 августа 1903 года  | Исключён из списков 1 апреля 1922 года. Разобран в 1927 году.   |
| Хато (яп. 鴿 «Голубь»)                  | Морской арсенал, Куре        |          | 1903 год       | 22 октября 1903 года | Исключён из списков 1 апреля 1922 года. Разобран в 1926 году.   |
| Цубамэ (яп. 燕 «Ласточка»)              | Морской арсенал, Куре        |          | 1903 год       | 24 ноября 1903 года  | Исключён из списков 1 апреля 1922 года. Разобран в 1925 году.   |
| Хибари (яп. 雲雀 «Японский жаворонок»)  | Морской арсенал, Куре        |          | 1903 год       | 10 января 1904 года  | Исключён из списков 1 апреля 1923 года. Разобран в 1925 году.   |
| Кидзи (яп. 雉 «Фазан»)                  | Морской арсенал, Куре        |          | 1903 год       | 23 января 1904 года  | Исключён из списков 15 декабря 1923 года. Разобран в 1926 году. |
| Саги (яп. 鷺 «Цапля»)                   | Морской арсенал, Куре        |          | 1903 год       | 22 марта 1904 года   | Исключён из списков 1 апреля 1923 года. Разобран в 1925 году.   |
| Удзура (яп. 鶉 «Японский перепел»)      | Морской арсенал, Куре        |          | 1903 год       | 22 апреля 1904 года  | Исключён из списков 1 апреля 1923 года. Разобран в 1932 году.   |
| Камомэ (яп. 鴎 «Чайка»)                 | Морской арсенал, Куре        |          | 1903 год       | 4 июня 1904 года     | Исключён из списков 15 декабря 1923 года. Разобран в 1926 году. |
| Хаситака (яп. 鷂 «Перепелятник»)        | Верфь «Кавасаки», Кобе       |          | 1903 год       | 27 февраля 1904 года | Исключён из списков 1 апреля 1923 года. Разобран в 1926 году.   |
| Отори (яп. 鴻 «Лебедь»)                 | Верфь «Кавасаки», Кобе       |          | 1903 год       | 4 июня 1904 года     | Исключён из списков 15 декабря 1923 года. Разобран в 1926 году. |